# Migliori prestazioni italiane nel pentathlon
La lista delle migliori prestazioni italiane nel pentathlon, aggiornata periodicamente dalla Federazione Italiana di Atletica Leggera, raccoglie i migliori risultati di tutti i tempi delle atlete italiane nella specialità indoor del pentathlon.

## Femminili
Statistiche aggiornate al 20 marzo 2022.
|     | Punti | Atleta             | Luogo   | Data             |
| --- | ----- | ------------------ | ------- | ---------------- |
| 1.  | 4 451 | Sveva Gerevini     | Ancona  | 26 febbraio 2022 |
| 2.  | 4 423 | Francesca Doveri   | Ancona  | 1º febbraio 2009 |
| 3.  | 4 385 | Karin Periginelli  | Napoli  | 16 febbraio 1997 |
| 4.  | 4 314 | Gertrud Bacher     | Gand    | 25 febbraio 2000 |
| 5.  | 4 250 | Sara Tani          | Ancona  | 1º febbraio 2009 |
| 6.  | 4 241 | Ifeoma Ozoeze      | Genova  | 11 febbraio 1990 |
| 6.  | 4 241 | Silvia Dalla Piana | Genova  | 21 gennaio 2001  |
| 8.  | 4 210 | Giuliana Spada     | Firenze | 30 gennaio 1997  |
| 9.  | 4 205 | Cecilia Ricali     | Ancona  | 31 gennaio 2010  |
| 10. | 4 176 | Laura Oberto       | Padova  | 25 gennaio 2015  |